# 遺伝子プール
遺伝子プール（いでんしプール、英語: gene pool）とは、互いに繁殖可能な個体からなる集団（個体群またはメンデル集団）が持つ遺伝子の総体のこと。集団遺伝学・生態学用語。
個体群の選び方によって、様々な階層の遺伝子プールを考えることができる。例えば、ヒトの場合、ヒト全体・日本人・特定の都道府県の人などの遺伝子プールであり、野生生物であれば、種全体・亜種・特定の生態型などの遺伝子プールを考えることができる。

## 遺伝子頻度と遺伝子型頻度
対象とする遺伝子プールにおいて、ある対立遺伝子が含まれる割合を遺伝子頻度（いでんしひんど）という。二倍体生物においては1個体に含まれる対立遺伝子は最大2種類（ヘテロ接合型）であるが、個体群としては複対立遺伝子として3種類以上の対立遺伝子を持つ場合もある。遺伝子頻度は、個体の遺伝子型の違いに関わり無く、それぞれの対立遺伝子について求める。一方、個体の遺伝子型に注目して、その頻度を求めた場合、遺伝子型頻度と呼ぶ。

## 有性生殖における遺伝子プールの意味
有性生殖を行う生物においては、減数分裂は遺伝子座上にある対立遺伝子をランダムに配偶子に伝えて、遺伝子プールに提供する可能性を作ることになる。その配偶子が受精することは、両親からの遺伝子が組み合わさって個体をつくりあげ、配偶子の遺伝子を遺伝子プールに戻すことになる。

## ハーディー・ワインベルクの法則との関連
ハーディー・ワインベルクの法則の説明において、遺伝子プール・遺伝子頻度は重要な概念である。この法則では、個々の個体の遺伝子について記述するのではなく、遺伝子プールと遺伝子頻度の概念を用いて、次世代の遺伝子型頻度を解説するものである。

## 遺伝子プールに含まれる遺伝的多様性
遺伝子プールに含まれる遺伝子を無作為に取り出し、組み合わせることによって多様な遺伝子型を持った個体が誕生することになる。
例えば、ヒト (2n=46) の常染色体と同じ数の常染色体22組44本の各染色体に1遺伝子座のみを持つ生物（合計22遺伝子座）を仮定する。この生物では各染色体それぞれは独立に次世代に遺伝することから、その染色体上の遺伝子座も独立に遺伝する。ここでさらに、各遺伝子座が3種類の対立遺伝子を持つと仮定する。その場合、各遺伝子座について3種類の対立遺伝子から作られる遺伝子型は、AA,AB,AC,BB,BC,CCのように6種類となる。これが各遺伝子座（染色体）で独立に遺伝することから、仮定した遺伝子座総体の遺伝型の総数は、{\displaystyle 6^{22}=131,621,703,842,267,136>1.3\times 10^{17}}となる。
このような22遺伝子座のみ生物のモデルにおいても莫大な数値を示すが、ヒトの遺伝子座数は 2万以上と言われており、遺伝子プールに含まれる遺伝子型の多様性は天文学的数値になる。実際の人口は約65億人{\displaystyle =6.5\times 10^{9}}（2006年）であり、完全に同じ遺伝子構成を持った個人は世界のどこにも存在しないし、過去にも存在しなかった確率が極めて高い（ただし一卵性の双生児は例外であり、同一の遺伝子構成をもつ）。

## 進化との関連
進化の総合学説においては、遺伝子プール内の各遺伝子の比率の変化が進化という現象であるとみなす。例えば、まだ首の短かったキリンの個体群において、突然変異で少し首を長くする遺伝子を持つキリンが現れたとき、首の短いままの遺伝子しかなかった遺伝子プールに首を長くする遺伝子が追加された。するとその遺伝子プールに基づいて、ある割合で首の長いキリンが生まれるようになった。このとき、首が長いことが生存に有利な条件となると、首の長いキリンがより多く生き残って子孫を残し、遺伝子プールの中で首を長くする遺伝子の割合が、少しずつ増加していった。最終的には遺伝子プールは首を長くする遺伝子ばかりになった。こうして少し首の長いキリンへと進化したと考えるのである。